# Glödlampsfabriken Svea
Glödlampsfabriken Svea var en svensk tillverkare av glödlampor i Sundbyberg.
Edwin Bergström hade lärt sig glasblåsning bland annat på Strelenerts glödlampsfabrik i Stockholm och som hade arbetat på kemiska laboratorier under många år, bland annat hos Gustaf de Laval. Han började 1889 försök med egen tillverkning av glödlampor i lokaler på Humlegårdsgatan, från 1890 i nya lokaler i Sundbyberg, under namnet Glödlampsfabriken Svea, E. Bergström & Co. Gustaf De Laval blev hälftendelägare 1895, varefter företaget namnändrades till De Lavals Glödlampsfabrik Svea.
Edwin Bergström drog sig 1896 ur glödlampsföretaget, varefter han grundade Allmänna Brandredskapsaffären, E. Bergström & Co på basis av att han uppfunnit en patenterad koppling för brandslangar.